# José Ramón Izagirre
José Ramón Izagirre Mendizabal nacido el 22 de julio de 1965. Fue un ciclista español, profesional entre los años 1991 y 1994.
Sus únicas victorias las obtuvo en la modalidad de ciclocrós, a la que se dedicó prácticamente en exclusividad, logrando dos Campeonatos de España de Ciclocrós. 
Sus hijos, Gorka y Ion, son también ciclistas profesionales, ambos en las filas del Astana.

## Palmarés
1983 (como amateur)
- 2.º Campeonato de España de Ciclocrós

1991
- Campeonato de España de Ciclocrós

1992
- Campeonato de España de Ciclocrós

1993
- 2.º Campeonato de España de Ciclocrós

## Equipos
- Gulf Scania (1991)
- Salgar (1992-1994)